# Oranžni lupinar
Oranžni lupinar (znanstveno ime Amanita crocea) je gliva iz rodu lupinarjev (Amanita).

## Značilnosti
Klobuk ima v premeru do 10 cm. Mlad je polkroglasto jajčasto zvončast, kasneje se izravna in na sredini ohrani majhno grbico. Je oker do oranžne barve. Površina je mazava, ko je vlažna in satenasto gladka, ko je suha. Pogosto so na njej belkasti ostanki ovojnice. Rob klobuka je oster in nažlebkan.
Lističi so kremne barve, široki, ob betu prosti in imajo rahlo kosmičasto in temnejšo ostrinko.
Bet je visok do 15 cm in širok od 1 do 2 cm. Je valjast in proti vrhu nekoliko zožen. V mladosti je poln, kasneje se izvotli. Površina je rumeno oranžna, trakasto lisasta oziroma kosmičasta na belkastem ozadju. Dnišče obdaja membranska obstojna in robustna ovojnica ali volva, ki je na zunanji strani belkasta in znotraj rumenkasta. Fenol obarva meso peclja temno vinsko rdeče.
Meso belo, pod povrhnjico oranžno rjavo. Je blagega neizrazitega okusa in skoraj brez vonja.

## Razširjenost in življenjski prostor
Pojavlja se v Evropi in Severni Ameriki, a je razmeroma redek.
Gobe rastejo posamezno ali v skupinah, v travi in na obronkih listnatih gozdov, na toplih in sončnih mestih. Je mikorizna vrsta, ki slabo prenaša dušikove spojine v tleh - gnojenje.

## Mikroskopske značilnosti
Trosni odtis je bele barve. Trosi so kroglaste oblike, gladki, prosojni in merijo 10,4–14,1 x 9,7–14 μm.

## Podobne vrste
- rjavi lupinar (Amanita fulva) je zelo podobna, a ima gladek bet
- knežja mušnica (Amanita caesarea) ima obroček na betu
- bleščava luskarica (Phaeolepiota aurea) ima obroček na betu

## Uporabnost
Pogojno užitna. Surova je škodljiva, zato jo je pred uporabo potrebno prekuhati.